# رابرت کیت (هنرپیشه)
رابرت کیت (انگلیسی: Robert Keith؛ ۱۰ فوریهٔ ۱۸۹۸ – ۲۲ دسامبر ۱۹۶۶) هنرپیشه اهل ایالات متحده آمریکا بود.وی در سن ۶۲ سالگی درگذشت.
از فیلم‌هایی که وی در آن نقش داشته است، می‌توان به وحشی، دوستم داشته باش یا ترکم کن، خون‌بها! و ردیف متهمان اشاره کرد.